# Điền Hoành

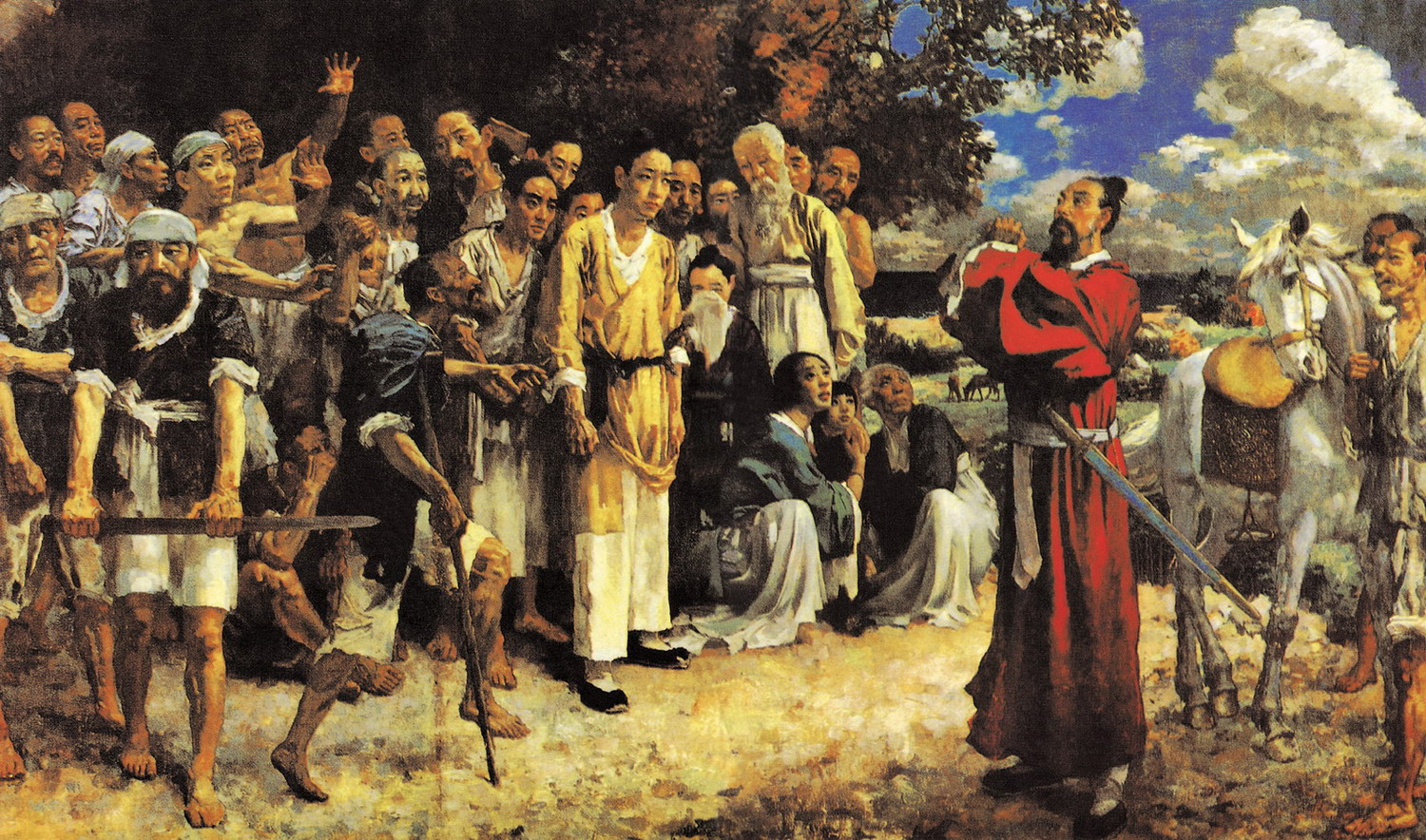
Điền Hoành và 500 tráng sĩ - tranh của Từ Bi Hồng.

Điền Hoành (chữ Hán: 田橫; ? – 202 TCN) là vua chư hầu thời Hán Sở trong lịch sử Trung Quốc. Ông tham gia khởi nghĩa chống sự cai trị của nhà Tần và phục hồi nước Tề như cục diện thời Chiến Quốc.

## Thân thế
Điền Hoành là người đất Địch, cùng họ với Tề vương Kiến thời Chiến Quốc. Ông là em họ của Tề vương Điền Đam thời Tần và là em ruột của Tề vương Điền Vinh thời Hán Sở.

## Chống Tần
Tháng bảy âm lịch năm 209 TCN, Trần Thắng và Ngô Quảng khởi nghĩa chống nhà Tần ở làng Đại Trạch. Trần Thắng đánh đến đất Trần xưng hiệu là Trương Sở vương, rồi sai các tướng đi chiêu hàng các nơi. Điền Vinh và Điền Hoành theo Điền Đam nổi dậy, giết chết huyện lệnh đất Địch của nhà Tần rồi cùng tôn Điền Đam làm Tề vương.
Sau khi đánh lui tướng của Trần Thắng là Chu Thị, anh em Điền Đam chia quân đi đánh các thành ấp nước Tề còn trong tay nhà Tần.
Ít lâu sau, tướng nhà Tần là Chương Hàm ra quân từ Hàm Dương, tiêu diệt nước Trương Sở của Trần Thắng và mang quân đánh Ngụy. Ngụy vương Cữu cầu cứu nước Tề. Tề vương Điền Đam đích thân mang quân sang cứu Nguỵ. Điền Vinh và Điền Hoành theo đi.
Điền Đam bị tử trận ở Lâm Tế. Quân Tề thua trận, Điền Vinh và Điền Hoành thu gom tàn quân ở Nguỵ về Tề, nhưng tới Đông A mới biết người nước Tề đã lập em của Tề vương Kiến thời Chiến Quốc là Điền Giả làm Tề vương và ngăn đường Điền Vinh về Tề. Ông cùng Điền Vinh phải nán lại Đông A. Chương Hàm đánh xong Nguỵ, mang quân đuổi theo anh em Điền Hoành, vây đánh Đông A. Điền Vinh và Điền Hoành thế yếu phải cố thủ rồi sai người sang cầu cứu nước Sở.

## Không giúp Sở đánh Tần
Tướng Hạng Lương sau khi lập vua Sở mới là Hoài vương và trở thành lực lượng chống Tần mạnh hơn cả, dẫn đại quân lên phía bắc để cứu anh em Điền Hoành, đánh tan quân Tần. Chương Hàm bỏ chạy về Định Đào, Hạng Lương mang quân đuổi theo.
Anh em Điền Hoành không theo Hạng Lương đánh Tần mà đem quân về đuổi vua Tề là Điền Giả để giành lại quyền cai quản nước Tề. Điền Giả chạy trốn sang nước Sở. Điền Vinh lập con của Điền Đam là Điền Phất làm Tề vương. Vì nước Sở không giết Điền Giả như yêu cầu của Điền Vinh nên nước Tề không hợp tác với Sở đánh Tần. Điền Hoành được Điền Vinh phong làm đại tướng, tiếp tục đi bình định các thành ở Tề còn thuộc nhà Tần.
Trong khi cháu Hạng Lương là Hạng Vũ cùng Lưu Bang mang quân diệt nhà Tần, nhiều chư hầu đi theo. Hai tướng nước Tề là Điền Đô và Điền An cũng tách khỏi lực lượng của anh em Điền Vinh đi đánh Tần.
Hạng Vũ diệt Tần và phong chư hầu. Anh em Điền Hoành không hợp tác với Hạng Vũ nên không được phong. Điền Đô vì có công cùng Hạng Vũ đánh Tần và theo Hạng vương vào Quan Trung nên được phong làm Tề vương, Điền An có công lấy lại được mấy thành ở Tế Bắc rồi đầu hàng Hạng Vũ, cho nên được lập làm Tế Bắc vương. Còn Tề vương là Điền Phất - cháu của Điền Hoành bị dời đi làm Giao Đông vương.

## Chống Sở
Điền Vinh tức giận về việc Hạng Vũ thay đổi các chư hầu và không phong mình, liền đón đánh Điền Đô. Điền Đô thua trận bỏ chạy sang nước Sở. Giao Đông vương Điền Phất sợ Hạng vương nên bỏ trốn về nước mình là Giao Đông. Điền Vinh mang quân đuổi theo, giết chết Phất ở Tức Mặc. Sau đó anh em Điền Vinh và Điền Hoành đánh nước Tế Bắc, giết chết Tế Bắc vương Điền An. Điền Vinh làm vua cả Tam Tề.
Lúc đó các chư hầu khác như Hán, Triệu, Lương đều chống Sở, nhưng Hạng vương bị Trương Lương kích động nên coi Tề là nguy cơ lớn nhất, bèn mang đại quân đánh Tề. Mùa đông năm 205 TCN, Hạng vương tiến đến Thành Dương, Điền Vinh cũng đem binh đến giao chiến, bị thua, bỏ chạy đến Bình nguyên. Dân Bình Nguyên giết chết Điền Vinh.
Hạng Vũ bèn đem quân đi theo phía bắc, san phẳng và đốt thành quách nhà cửa của người dân nước Tề, chôn sống tất cả quân lính của Điền Vinh đầu hàng; lại trói và bắt những người già cả, đàn bà con gái làm tù binh, lấy đất từ Tề đến Bắc Hải, tàn sát rất nhiều. Người Tề hợp nhau lại làm phản. Nhân cơ hội đó, Điền Hoành thu thập được mấy vạn lính Tề đã đi trốn từ trước, làm phản ở Thành Dương, lập con Điền Vinh là Điền Quảng làm Tề vương. Điền Hoành làm tướng quốc nước Tề. Hạng vương vì vậy phải dừng lại, đánh mấy trận, nhưng không hạ được.
Trong khi Hạng vương sa lầy ở Tề, Hán vương Lưu Bang mang quân đông tiến, vào kinh đô Bành Thành của Sở. Hạng vương phải mang quân về đánh, phá tan quân Hán. Các chư hầu như Triệu, Ngụy thấy Sở mạnh lên lại xin theo Sở, Hạng vương đã nhận ra nguy cơ từ phía Lưu Bang nên chú tâm vào mặt trận phía tây với Hán vương. Điền Hoành nhân đó cũng xin giảng hòa với Sở, ông giúp Tề vương Quảng khôi phục lại nước Tề.

## Chống Hán
Chiến sự Hán và Sở giằng co nhiều năm, trong khi đó thì tướng Hán là Hàn Tín mang quân tiêu diệt một loạt chư hầu Ngụy, Triệu và dụ hàng được nước Yên, áp sát biên giới nước Tề. Điền Hoành sai tướng Điền Gian ra trấn thủ biên giới phía tây để đề phòng quân Hán.
Năm 203 TCN, sứ giả của Hán vương là Lịch Tự Cơ đến nước Tề thuyết phục Tề vương Quảng theo Hán. Do thiên hạ đã nhiều nước về Hán, uy thế Hán vương có phần trội hơn so với Sở vương nên Điền Hoành khuyên Tề vương Quảng ngả theo Hán. Ông giữ Lịch Tự Cơ ở lại Lâm Tri khoản đãi và hạ lệnh cho tướng Điền Gian triệt thoái quân trấn thủ ở biên giới về.
Tuy nhiên, trong lúc Điền Hoành và Tề vương Quảng yên trí rằng Hán đã cho giảng hòa thì Hàn Tín lại nghe theo mưu sĩ Khoái Triệt, mang quân từ nước Triệu đánh úp nước Tề. Điền Hoành và Tề vương kinh ngạc, cho rằng mình bị Lịch Tự Cơ lừa gạt, bèn sai bỏ Tự Cơ vào vạc nấu chết.
Quân Hàn Tín kéo thẳng đến Lâm Tri. Trong lúc rối loạn, Tề vương Quảng chạy về Cao Mật, còn Điền Hoành chạy về Bắc Dương. Tề vương cầu cứu, Hạng Vũ sai Long Thư và Chu Lan mang quân cứu Tề, nhưng Hàn Tín dùng mưu phá tan liên quân Tề - Sở, giết chết Long Thư. Tề vương Quảng và Điền Gian bị bắt giết. Tướng Hán là Quán Anh truy kích Điền Hoành ở Bắc Dương.
Nghe tin Tề vương Quảng đã chết, Điền Hoành bèn tự xưng làm Tề vương, mang quân đi đánh Quán Anh. Hai bên gặp nhau ở Doanh Hạ, quân Tề yếu thế hơn nên bị đánh bại. Tề vương Điền Hoành bèn bỏ trốn đến Đại Lương theo tướng Bành Việt.
Bành Việt vốn hợp tác với Hán chống Sở nhưng chưa từng nhập quân vào dưới trướng Hán vương. Vì trước kia Việt đã thụ phong tướng quân của Tề vương Điền Vinh nên Việt mang ơn họ Điền, cho Điền Hoành ở nhờ.

## Không thờ Hán
Năm 202 TCN, Bành Việt theo Hán vương Lưu Bang tiêu diệt Hạng Vũ ở Cai Hạ. Lưu Bang lên ngôi hoàng đế, phong cho Bành Việt làm Lương vương. Điền Hoành thấy tình hình không còn thuận lợi, bèn mang 500 tráng sĩ thuộc hạ quay trở lại phía đông, trốn ra ngoài hòn đảo ngoài biển nước Tề.
Hán Cao Đế lo Tề vương Hoành có uy tín với người nước Tề, sẽ làm loạn, bèn sai sứ ra đảo tuyên bố xá tội cho Điền Hoành và triệu ông về kinh nhận chức. Ông từ chối nói với sứ giả:
Tôi đã từng luộc chết sứ giả của vua Hán là Lịch Tự Cơ, nay nghe nói em trai ông ấy là Lịch Thương đang làm tướng nhà Hán. Tôi không muốn về kinh làm quan, chỉ mong làm người dân thường trên đảo mà thôi.
Lưu Bang nghe sứ giả thuật lại, bèn xuống chiếu nói với Lịch Thương:
Tề vương Điền Hoành sắp về kinh, ai dám động đến ông ta, kẻ đó sẽ bị chém cả nhà.
Sau đó Lưu Bang lại sai sứ mang phù tiết đi, báo lại với Điền Hoành biết việc đó và nói với ông:
Nếu Điền Hoành về kinh sẽ được phong làm vương, ít nhất cũng phong cho làm hầu. Nếu không về, hoàng đế sẽ điều quân đến đánh.
Điền Hoành bèn để các thủ hạ ở lại đảo, chỉ dắt 2 tráng sĩ đi theo, lên cỗ xe của dịch trạm về kinh thành Lạc Dương. Đi mấy ngày đường, tới Thi Hương cách Lạc Dương 30 dặm, ông nói với sứ giả:
Làm bầy tôi, muốn gặp hoàng thượng, phải trai giới tắm gội sạch sẽ đã.
Mọi người bèn dừng lại nghỉ ở Thi Hương. Điền Hoành nói với 2 môn khách:
Điền Hoành này với Hán vương ngày trước đều là người xưng thủ lĩnh ở phương nam, ngày nay Hán vương đã là thiên tử, còn tôi trở thành kẻ vong quốc, xưng làm bầy tôi phụng sự ông ta, đó vốn là điều cực kỳ nhục nhã. Huống hồ tôi lại từng giết chết Lịch Tự Cơ mà bây giờ lại cùng em trai hắn phụng sự Hán vương. Dù Lịch Thương có sợ oai vua mà không dám hỏi tôi, thì trong lòng tôi lại không áy náy sao? Với lại hoàng đế bảo tôi về kinh, chỉ là muốn nhìn mặt xem tôi ra sao thôi. Ở đây chỉ cách Lạc Dương 30 dặm, sau khi tôi chết, các vị nhanh chóng mang thủ cấp của tôi về Lạc Dương, mặt mũi tôi chắc còn chưa thay đổi.
Điền Hoành nói xong bèn tự đâm cổ chết.

## Thủ hạ chết theo
Hai người môn khách của Điền Hoành bưng đầu ông cùng với sứ giả nhà Hán phóng gấp vào thành tâu lại với Lưu Bang. Lưu Bang sửng sốt nói:
Có lời nói và việc làm như vậy, đúng là một con người hiền đức. Ba anh em Điền Hoành, từ một người dân thường dấy binh, rồi lần lượt đều làm vương, thật ghê gớm không vừa!
Lưu Bang phong cho 2 môn khách của Điền Hoành làm đô úy, rồi sai 2.000 quan quân đi làm lễ an táng ông theo nghi lễ vương hầu.
Sau khi chôn cất Điền Hoành xong, hai môn khách của ông đào sẵn hai cái hố bên cạnh mộ ông rồi tự sát luôn ở hai hố đó. Lưu Bang nghe tin hai môn khách từ chối làm quan mà chết theo Điền Hoành càng kinh ngạc hơn, khâm phục Điền Hoành có những thủ hạ hiền năng. Sau đó Lưu Bang lại cho triệu 500 tráng sĩ của ông ngoài đảo về Lạc Dương.
Năm trăm tráng sĩ của Điền Hoành nghe tin đều đi gấp về Lạc Dương. Nghe tin Điền Hoành và 2 môn khách đã chết ra sao, các tráng sĩ hỏi rõ chỗ mộ phần của ông, rồi cùng đến trước mộ, vái tạ ba vái và nhất loạt tự vẫn chết theo ông. Tin ấy truyền đi khiến cả kinh thành Lạc Dương xôn xao. Ai cũng khâm phục anh em Điền Hoành giỏi chiêu hiền đãi sĩ nên có nhiều người tận trung.